# Janesville (Iowa)
Janesville – miasto w Stanach Zjednoczonych, w stanie Iowa, w hrabstwie Black Hawk. W 2000 roku liczyło 829 mieszkańców.